# 前橋市立岩神小学校
前橋市立岩神小学校（まえばししりつ いわがみしょうがっこう）は、群馬県前橋市にある公立小学校。

## 所在地
前橋市岩神町四丁目4番地1

## 学区
設立当初の学区は岩神町甲の1町のみであったが、その後の学区再編や住居表示による町名変更により、現在の学区は下記の9町となっている。
- 岩神町一丁目[1]
- 岩神町二丁目の一部
- 岩神町三丁目
- 岩神町四丁目
- 敷島町
- 緑が丘町
- 川原町の一部
- 上小出町一丁目
- 上小出町二丁目の一部 （国道17号線以西の一部）